# Pseudoneureclipsis gudulensis
Pseudoneureclipsis gudulensis là một loài Trichoptera trong họ Dipseudopsidae. Chúng phân bố ở miền Cổ bắc.